# Pukkelpop
Pukkelpop is een jaarlijks terugkerend Belgisch popmuziekfestival aan de Kempische Steenweg in Kiewit, Hasselt. Het festival vindt gewoonlijk plaats in de tweede helft van augustus en duurt 4 dagen. Het festival wordt georganiseerd door The Factory bv van festivalorganisator en ex-politicus Chokri Mahassine. Pukkelpop kiest bewust voor een progressieve en gevarieerde muziek- en randprogrammering.
Nadat Mahassine de Humanistische Jongeren Leopoldsburg had opgericht in 1981, ontstond dit festival in dat kader in de zomer van 1985 en het is genoemd naar hun clubhuis, De Pukkel.

## Geschiedenis
De eerste editie van Pukkelpop vond plaats in 1985 in Leopoldsburg. Op de eerste editie stonden op 21 juli zeven bands op het podium en waren er een 2500-tal bezoekers. De bezoekersaantallen namen de jaren nadien snel toe waardoor het naar een andere locatie moest verhuizen. Sinds 1992 vindt Pukkelpop plaats op weiden naast de Kempische Steenweg in Kiewit. In 1995 duurde het festival voor het eerst twee dagen. Het festival boekt een variatie van internationale wereldacts en regionale acts. Pukkelpop stelt een brede programmering (pop, house, rock, metal, hiphop) samen op een achttal podia: de Main Stage, Marquee, Dance Hall, Boiler Room, Club, Lift, Booth en (sinds 2022) BackYard. Tot 2017 waren er ook nog The Shelter en de Wablief?!. Aan de vooravond van het festival wordt als opener het Boilerfeest georganiseerd. 
Pukkelpop haalde al enkele jaren gemiddeld 130.000 bezoekers, maar vanaf 2009 groeit het bezoekersaantal tot 180.000 bezoekers. Het is daarmee een van de grootste muziekfestivals van de Benelux.
In 2008 en 2009 organiseerde Pukkelpop Polsslag. Dit indoorfestival, met gemiddeld ruim 10.000 bezoekers, werd in het voorjaar georganiseerd in de Grenslandhallen van Hasselt.
Als geluidstechnicus was Michael Been bij een optreden van de Black Rebel Motorcycle Club op 19 augustus 2010 aanwezig op het festival. Enkele uren na het concert kreeg Been backstage een hartaanval. Hij werd overgebracht naar het Salvator Ziekenhuis in Hasselt, waar hij overleed. Op 20 augustus van datzelfde jaar maakte Charles Haddon, de 22-jarige zanger van de band Ou Est Le Swimming Pool, een eind aan zijn leven op de artiestenparkeerplaats van het festival.
In 2025 werd tijdens de MIA's de Sector Lifetime Achievement Award uitgereikt aan Pukkelpop.

### Aankoop weide
Op 26 april 2011 keurde de Hasseltse gemeenteraad de aankoop van de Pukkelpopweide voor 2,6 miljoen euro definitief goed. De aankoop was omstreden. In februari 2011 had de stad, op initiatief van burgemeester Hilde Claes, de weide al eens aangekocht van het Hasseltse nutsbedrijf Group Machiels, dat eerder al een optie op de weide had genomen. Deze aankoop gebeurde evenwel zonder goedkeuring van de gemeenteraad en in ruil voor het verlenen van onwettige voorrechten aan de Group Machiels, waarin Willy Claes (de vader van Hilde Claes) als adviseur zetelt. Bovendien hadden twee tussenpersonen zonder makelaarsvergunning een commissie gekregen van 80.000 euro belastinggeld. Minister Bourgeois (N-VA) zag zich dan ook genoodzaakt deze eerste aankoop nietig te verklaren. Hilde Claes verweet daarop Vlaams Belang en N-VA "een vuil politiek spel te spelen in de aanloop naar de gemeenteraadsverkiezingen van 2012".

## Noodweer op Pukkelpop

### Pukkelpop 2011
De editie van 2011 startte op 18 augustus met hoge temperaturen en veel zon, maar dit weer sloeg in de avond om. Vanaf zes uur 's avonds werd het festivalterrein geteisterd door noodweer, waarbij meerdere doden vielen en rond 140 gewonden. Over het aantal doden bestond in eerste instantie onduidelijkheid, er was sprake van drie en later van vijf doden, maar uiteindelijk werd dat aantal bijgesteld naar vier. Onder de gewonden waren zes Nederlanders. Na deze gebeurtenis heeft de organisatie besloten het festival voor de rest van het weekend stop te zetten. Een van de gewonden overleed bijna een week na het drama in het ziekenhuis waarmee het totaal aantal doden op vijf kwam. Het was een tijd onduidelijk of er een volgende editie kwam, maar op 13 november 2011 werd bekendgemaakt dat het festival zou blijven doorgaan.

### Pukkelpop 2014
Op 12 augustus 2014, twee dagen voor de start van het festival, stortte de Clubtent in ten gevolge van een korte maar hevige storm. Er vielen geen gewonden.

## Incidenten
- Tijdens de editie van 2018 werden racistische spreekkoren gehouden.[16]
- Tijdens een randanimatie op de editie van 2019 vond extreemrechtse[17][18] intimidatie plaats tegen klimaatactiviste Anuna De Wever van Youth for Climate; zij en haar vriendinnen werden op de camping lastiggevallen door tegenstanders met Vlaamse strijdvlaggen. De organisatie verbood daarop die vlag (die door Pukkelpop aan collaboratie werd gelinkt), waarna Vlaams Belang aan de festivalweide naar eigen zeggen 500 van deze vlaggen uitdeelde.[19][17][20]
- Tijdens de editie van 2022 getuigde een festivalganger dat hij werd uitgemaakt voor "nigger" en dat er Hitlergroeten werden gedaan.[21]